# Centre technique des industries mécaniques et électriques
Le Centre technique des industries mécaniques et électriques (CETIME) est un centre technique tunisien créé en 1982 par la loi no 82-45 du 25 mai 1982 et placé sous la tutelle du ministère de l'Industrie.

## Missions
Le CETIME offre ses services de conseil, d'assistance technique et d'appui aux entreprises du secteur des industries mécaniques, électriques et électroniques. Ses prestations sont orientées vers le soutien apportés aux entreprises pour résoudre leurs problèmes techniques et améliorer leur compétitivité.